# NGC 2515
NGC 2515 est une paire d'étoiles située dans la constellation du Cancer.
L'astronome américain George Phillips Bond a enregistré la position de cette étoile 1er septembre 1852. Dans les télescopes du 19e siècle, il était fréquent de confondre une paire d'étoiles, et même une seule étoile, avec une nébuleuse.